# A Star Is Born (film 2018)
A Star Is Born è un film del 2018 co-prodotto, co-scritto e diretto da Bradley Cooper, al suo debutto come regista.
La pellicola è un remake del film drammatico È nata una stella, diretto nel 1937 da William A. Wellman e si tratta del terzo rifacimento dopo  il musical del 1954 con Judy Garland e il musical rock del 1976 con Barbra Streisand.
Il film è stato inserito dall'American Film Institute tra i dieci migliori film del 2018 e ha ricevuto 8 candidature ai Premi Oscar 2019, incluse quelle per miglior film, miglior attore protagonista a Bradley Cooper e migliore attrice protagonista a Lady Gaga. Durante la cerimonia è stato vinto quello per la migliore canzone grazie a Shallow, che è stata anche eseguita dal vivo dai due protagonisti sul palco.

## Trama
Jackson Maine è una star della musica rock, che si esibisce tutte le sere in città diverse per platee di fan urlanti. Il cantautore ha avuto però un passato turbolento, e vive un presente non da meno: il padre lo ha avuto all'età di 63 anni, quando la madre, morta di parto, ne aveva appena 18. Come lui, il padre era un alcolizzato e Jack ha sofferto molto per la scarsa presenza del fratello, più grande di lui. Inoltre, fin da quando era piccolo, Jack soffre di una malattia che lo tormenta, l'acufene, ed è per questo che negli anni si è dato all'alcol come il genitore.
Una sera, dopo un suo concerto, in cerca di qualcosa da bere, si dirige in un night club e incontra Ally, una talentuosa ragazza che lavora in quel locale e si esibisce in mezzo a uno spettacolo di drag queen; parlando, lui le chiede se abbia mai provato a scrivere e cantare proprie canzoni e la giovane risponde di no, perché varie persone le hanno detto di essere troppo brutta per riuscire a sfondare nel mondo della musica. Dopo un'accesa lite con un importuno fan di Maine in un bar poco distante, lei gli canta a cappella alcuni versi più il ritornello di una canzone, Shallow, scritta qualche giorno prima. Jackson, che si innamora di quei versi, la riaccompagna a casa. 
Il giorno dopo Ally viene invitata a un concerto dallo stesso Maine e, anche se inizialmente riluttante, vi si dirige dopo essersi licenziata dal posto in cui lavora. Durante lo spettacolo, Jack ed Ally cantano insieme la canzone improvvisata il giorno prima e si innamorano. Lei vorrebbe passare la notte con lui, ma l’uomo è troppo ubriaco e crolla immediatamente, per poi fare l'amore con lei durante la notte.
Il giorno successivo Jack ed Ally partono in moto e si dirigono in Arizona, luogo di nascita di Jack. Grazie alle canzoni cantate insieme nei vari spettacoli, Ally acquisisce sempre più fama, e un manager, Rez Gavron, decide di aiutarla, facendole incidere il suo primo album. Egli però si offre di far spiccare il volo alla sua carriera a una condizione: che Ally segua le sue linee guida e cambi radicalmente il suo stile. Nel frattempo Jack ed Ally si sposano, e il disco diventa subito famosissimo, tanto che Ally vince un Grammy Award come miglior cantautrice esordiente ma, durante il suo discorso di ringraziamento, Jack, che si è presentato alla premiazione completamente ubriaco, dà luogo a una situazione imbarazzante prima inciampando sulla scalinata del teatro e poi urinandosi addosso. In seguito a tale episodio, Jack entra in una comunità per disintossicarsi dall'alcol, dalla quale ne esce due mesi dopo completamente rinnovato, sperando in un nuovo inizio. 
Rez, approfittando dell'assenza di Ally, dice a Jack che è un peso per la moglie e che il solo starle vicino le porterebbe una pessima pubblicità, impedendole di fare una bella carriera. Ally, felice per il ritorno di Jack a casa, gli comunica la sua intenzione di annullare la tournée europea per registrare un nuovo disco approfittando del momento di successo, ma Jack intuisce che lei sta mentendo e che lo farebbe solamente per rimanere con lui e non lasciarlo ricadere nella spirale dell'alcol. Mentre Ally è via per un concerto, al quale avrebbe dovuto partecipare anche lui, Jack prende una cintura e si impicca nel garage di casa. Ally, distrutta per quanto accaduto, canta ai funerali una canzone scritta dal marito quando lei aveva iniziato ad avere successo, snaturando il suo vero stile e la sua musica. Jackson ne aveva infatti nascosto il testo tra le pagine del diario che Ally usava per scrivere le sue vere canzoni, non quelle imposte dal manager.

## Produzione
A gennaio 2011 la Warner Bros. annunciò Clint Eastwood come regista del remake e Beyoncé come protagonista. Prima di Bradley Cooper, la produzione ha provato a coinvolgere Tom Cruise come protagonista della pellicola, ma la star ha rifiutato. La pre-produzione del film, tuttavia, è stata posticipata di un anno per permettere a Beyoncé di portare a termine la sua gravidanza, ma alla fine la cantante ha abbandonato il progetto per i troppi impegni canori. Anche Clint Eastwood, in seguito, decise di abbandonare il remake. Dopo alcuni anni di stasi, a marzo 2015 Cooper è stato scelto come regista del film e ha coinvolto Lady Gaga come protagonista femminile.
Le riprese sono iniziate il 17 aprile 2017. Il film ha come protagonisti Bradley Cooper, che è anche co-sceneggiatore e produttore, affiancato da Lady Gaga, che riprende il ruolo già portato sullo schermo da attrici come Janet Gaynor, Judy Garland e Barbra Streisand. Per la cantante si tratta dell'esordio cinematografico come attrice protagonista. La stessa Streisand si è detta "impressionata" dal lavoro di Cooper e Lady Gaga al film, tanto da fare visita ai due sul set durante le riprese.
Il budget del film è stato di 36 milioni di dollari

## Promozione
Il primo trailer è stato diffuso il 6 giugno 2018.

## Distribuzione

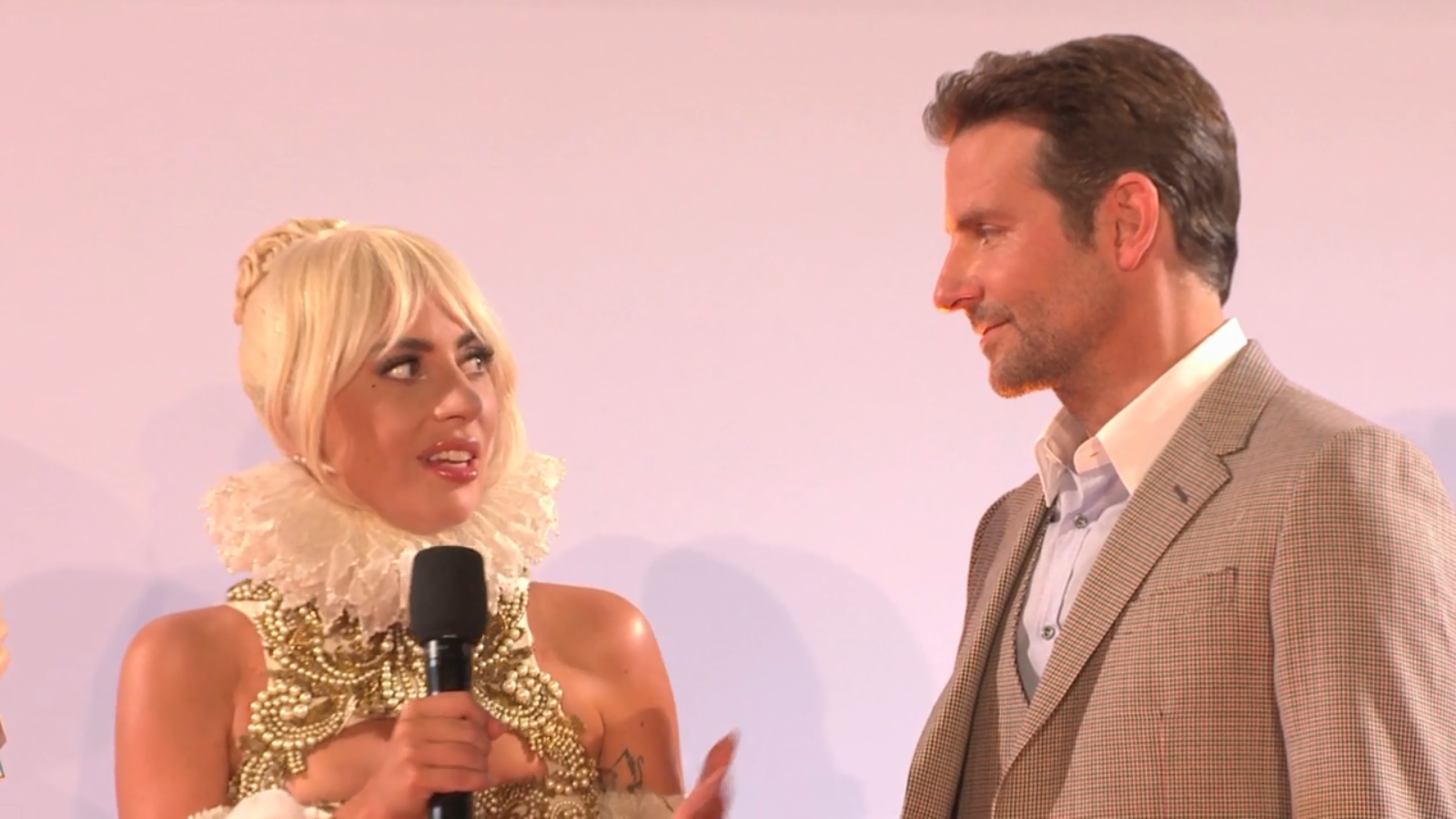
Lady Gaga e Bradley Cooper alla première londinese di A Star Is Born

Il film è stato presentato in anteprima mondiale, fuori concorso, il 31 agosto 2018 alla 75ª Mostra internazionale d'arte cinematografica di Venezia, mentre il mese seguente al Toronto International Film Festival e al Festival internazionale del cinema di San Sebastián.
È stato distribuito nelle sale cinematografiche statunitensi dal 5 ottobre 2018 e in quelle italiane dall'11 dello stesso mese. In Giappone è uscito invece il 21 dicembre 2018.

## Colonna sonora
Tutte le canzoni presenti nel film sono state scritte da Lady Gaga e Bradley Cooper, talvolta affiancati da artisti quali Lukas Nelson, Jason Isbell e Mark Ronson, e sono state registrate dal vivo, senza sovraincisioni.
La colonna sonora, composta da 34 tracce con i dialoghi di intermezzo, è stata pubblicata il 5 ottobre 2018. Ha raggiunto la prima posizione in classifica in vari paesi, tra cui gli Stati Uniti (dove ha esordito con la vendita di 231 000 copie).

## Accoglienza

### Critica
Dopo la prima alla 75ª Mostra internazionale d'arte cinematografica di Venezia, che si è conclusa con una standing ovation di otto minuti, il film ha ricevuto recensioni positive, totalizzando un punteggio di 88/100 su Metacritic basato su 60 critiche ed una percentuale di gradimento del 90% su Rotten Tomatoes basata su 473 recensioni.
La rivista Time ha scritto: "Bradley Cooper ha creato con successo un bellissimo melodramma per l'età moderna. È una storia di grandi personaggi e di persino più grandi errori". E anche "Cooper da attore sa quando è il momento di mettersi da parte per lasciar brillare Lady Gaga. Riconosce che lei come performer è immensa". Il The Daily Telegraph scrive: "Lady Gaga ci dà una performance elettrizzante in un musical hollywoodiano che durerà negli anni".
Owen Gleiberman di Variety ha lodato la regia, scrittura e performance di Bradley Cooper definendo la pellicola un "trascendente film di Hollywood". Alonso Duralde di TheWrap ha scritto: "Cooper e Lady Gaga sono come dinamite insieme. Questa è una storia che vive e muore grazie alla relazione e alla chimica che si instaura tra di loro". Ha inoltre lodato le performance musicali di entrambi.
Serena Nannelli de Il Giornale scrive: "A Star Is Born racconta una "favola" al tempo stesso disperata e amabile, in cui si mostrano il lato oscuro dei sogni e gli effetti distruttivi della celebrità. Lady Gaga [...] si è spogliata delle sovrastrutture artificiose da diva sopra le righe, andando alla ricerca della propria autenticità. [...] Bradley Cooper non è da meno: i due mostrano un vero talento l'uno nella specialità artistica dell'altra". Simona Santoni di Panorama ha scritto invece: "Bradley Cooper, al suo debutto alla regia, dà la sua visione del canovaccio noto. Lo fa con una certa abilità [...]. Ma la mossa da scacco matto ce l'ha all'origine: ingaggiare Lady Gaga [...] che a ogni inquadratura invita a scrutare e scrutare, quel naso un po' accentuato e quegli occhi color nocciola dall'espressione strana, quel viso al naturale, che non conosciamo. E quella voce, quella voce, che invece ci è nota e che si conferma una voce che sa conquistare."

### Incassi
Nel suo week-end di apertura, A Star Is Born ha incassato nel suolo statunitense 42,6 milioni di dollari, posizionandosi come secondo migliore esordio della settimana dietro al film Venom, e anche in Italia debutta con un simile successo, incassando 1,7 milioni di euro nel primo fine settimana.
Negli Stati Uniti in totale ha incassato 215,2 milioni di dollari e nel resto del mondo 219,6; con un incasso globale di circa 435 milioni di dollari è diventato il film con protagonista una cantante ad aver incassato di più nella storia, superando Guardia del corpo con Whitney Houston del 1992.

## Riconoscimenti
- 2019 - Premio Oscar
  - Migliore canzone per Shallow a Lady Gaga, Bradley Cooper, Mark Ronson, Anthony Rossomando e Andrew Wyatt
  - Candidatura per il miglior film
  - Candidatura per il migliore attore protagonista a Bradley Cooper
  - Candidatura per la migliore attrice protagonista a Lady Gaga
  - Candidatura per il migliore attore non protagonista a Sam Elliott
  - Candidatura per la migliore sceneggiatura non originale a Bradley Cooper, Eric Roth e Will Fetters
  - Candidatura per la migliore fotografia a Matthew Libatique
  - Candidatura per il miglior sonoro a Tom Ozanich, Dean Zupancic, Jason Ruder e Steve Morrow
- 2019 - Golden Globe
  - Migliore canzone originale per Shallow
  - Candidatura per il miglior film drammatico
  - Candidatura per la migliore attrice in un film drammatico a Lady Gaga
  - Candidatura per il miglior attore in un film drammatico a Bradley Cooper
  - Candidatura per il miglior regista a Bradley Cooper
- 2019 - BAFTA
  - Migliore colonna sonora
  - Candidatura per il miglior film
  - Candidatura per il miglior regista a Bradley Cooper
  - Candidatura per il miglior attore protagonista a Bradley Cooper
  - Candidatura per la miglior attrice protagonista a Lady Gaga
  - Candidatura per il miglior suono
  - Candidatura per la miglior sceneggiatura non originale
- 2019 - Screen Actors Guild Award[38]
  - Candidatura per il migliore attore protagonista a Bradley Cooper
  - Candidatura per la migliore attrice protagonista a Lady Gaga
  - Candidatura per il migliore attore non protagonista a Sam Elliott
  - Candidatura per il miglior cast cinematografico
- 2019 - Critics' Choice Awards
  - Miglior canzone originale per Shallow
  - Migliore attrice a Lady Gaga
- 2019 - Satellite Award[39]
  - Miglior film commedia o musicale
  - Miglior canzone originale per Shallow
  - Candidatura per il miglior attore in un film commedia o musicale a Bradley Cooper
  - Candidatura per la miglior attrice in un film commedia o musicale a Lady Gaga
  - Candidatura per il miglior attore non protagonista a Sam Elliott
  - Candidatura per il miglior regista a Bradley Cooper
  - Candidatura per la miglior sceneggiatura non originale a Bradley Copper e Eric Roth
  - Candidatura per la miglior fotografia a Matthew Libatique
  - Candidatura per il miglior montaggio a Jay Cassidy
  - Candidatura per i migliori costumi a Erin Benach
  - Candidatura per il miglior suono
- 2019 - Producers Guild of America Awards
  - Candidatura per la miglior produzione di un lungometraggio cinematografico
- 2018 - Mostra internazionale d'arte cinematografica
  - Premio Smithers Foundation
- 2018 - National Board of Review[40]
  - Migliori dieci film dell'anno
  - Miglior regista a Bradley Cooper
  - Miglior attrice a Lady Gaga
  - Miglior attore non protagonista a Sam Elliott
- 2018 - American Film Institute[1]
  - Migliori dieci film dell'anno
- 2018 - Washington D.C. Area Film Critics Association
  - Miglior attore a Bradley Cooper
  - Miglior attrice a Lady Gaga
  - Candidatura per il miglior film
  - Candidatura per il miglior regista a Bradley Cooper
  - Candidatura per il miglior attore non protagonista a Sam Elliott
  - Candidatura per la miglior sceneggiatura non originale a Eric Roth, Bradley Cooper e Will Fetters
  - Candidatura per la miglior fotografia a Matthew Libatique
  - Candidatura per il miglior montaggio a Jay Cassidy